# (60608) 2000 EE173
(60608) 2000 EE173, também escrito como (60608) 2000 EE173, é um corpo celeste que é classificado como um centauro, numa classificação estendida de centauro. Ele possui uma magnitude absoluta de 8,5 e tem cerca de 117 km de diâmetro.

## Descoberta
(60608) 2000 EE173 foi descoberto no dia 3 de março de 2000 pelos astrônomos Jane Luu, Chadwick Trujillo e Wyn Evans.

## Órbita
A órbita de (60608) 2000 EE173 tem uma excentricidade de 0,547 e possui um semieixo maior de 49,830 UA. O seu periélio leva o mesmo a uma distância de 22,591 UA em relação ao Sol e seu afélio a 77,070 UA.